# Luigi Filocamo

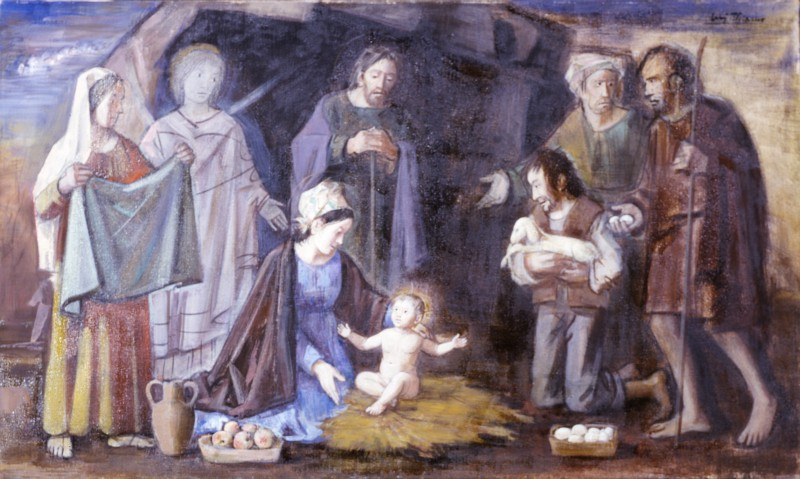
Natività, 1970 circa
Milano, Collezioni d'arte della Fondazione Cariplo

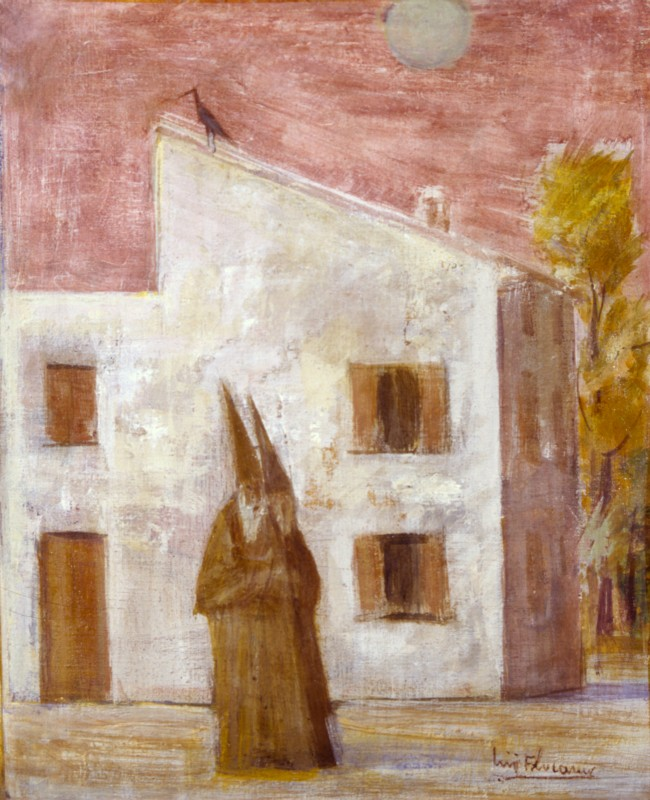
Sera rossa, 1962 circa
Milano, Collezioni d'arte della Fondazione Cariplo

Luigi Filocamo (Alessandria d'Egitto, 1906 – Milano, 1988) è stato un pittore italiano.

## Biografia
Nel 1915 la sua famiglia si trasferisce a Milano da Alessandria d'Egitto, dove era nato nel 1906.
Inizia ad esporre già nel 1930. Ha esposto alla Biennale di Venezia e alla Quadriennale di Roma.
Nel dopoguerra sono le sue prime mostre a Milano. 
Si dedica sia alla pittura di cavalletto dedicata a figure vivacemente incantate, sia alla pittura murale dedicata soprattutto all'arte sacra. 
Suoi cicli di affreschi sono in San Babila, in S.Maria del Suffragio e nell'Arengario di Milano, nell'Abbazia di Montecassino, nella basilica di Santa Rita da Cascia. 
Esegue anche alcune vetrate sul tema della Resurrezione per la cappella privata di Paolo VI in Vaticano; altre sue vetrate sono in S.Ambrogio e nel Duomo di Milano. 

L'artista muore a Milano nel 1988.